# Гаргай
Гаргай (словац. Harhaj) — село и одноимённая община в районе Бардеёв Прешовского края Словакии. В письменных источниках начинает упоминаться с 1441 года.

## География
Село расположено в центральной части края, на правом берегу реки Топли, к востоку от автодороги 545. Абсолютная высота — 208 метров над уровнем моря. Площадь муниципалитета составляет 4,43 км².

## Население
| Год:                | 1994 | 2004    | 2014 | 2024    |
| ------------------- | ---- | ------- | ---- | ------- |
| Количество человек: | 229  | 250     | 270  | 257     |
| Разница:            |      | +9,17 % | +8 % | −4,81 % |

По данным последней официальной переписи 2011 года, численность населения Гаргая составляла 273 человека.